# 朱焘 (东晋)
朱燾，东晋军事人物。義陽郡平氏县（今河南桐柏县西北）人，征虜将軍朱序的父亲。
朱燾在東晋揚烈将軍王允之属下担任司馬。
咸和三年（328年）五月，驃騎将軍蘇峻夺取朝廷实权，王允之的父亲撫軍将軍王舒发起義軍对抗蘇峻。王舒派朱燾、王允之、将軍徐遜、陳孺率领精鋭三千，急襲蘇峻軍占据的武康。出其不意击败蘇峻軍，斬首数百，余者乘舟敗走。王允之接收蘇峻軍器械，支援輔国将軍虞潭。
咸和4年（329年）二月，蘇峻部将韓晃、馬雄攻打故鄣。王允之派遣朱燾、何準相助虞潭，战击于湖。虞潭軍用強弩，韓晃敗走，斩首千余级，纳降二千人。
朱燾后来担任安西将軍庾翼的司馬。
永和元年（345年）六月，担任南蛮校尉，率军一千驻守巴陵。
七月，庾翼去世後，庾翼部将干瓚、戴羲等人作乱，杀害冠军将军曹据。朱燾和安西長史江虨、建武司馬毛穆之、将軍袁真共同将其讨杀。
朱燾转任龍驤将軍。永和五年（349年）四月，与益州刺史周撫攻打自称皇帝的范賁，将其斩杀，益州得以平定。
朱燾官至西蛮校尉、益州刺史。